# Androsace lactea
Androsace lactea es una especie de la familia de las primuláceas.

## Descripción
Casi glabra, laxamente cespitosa. Hojas  lineales, sésiles , en rosetas . Flores blancas, de hasta 12 mm de diámetro, que brotan en una umbela de 1-4, en tallos de 3-15 cm; rabillos florales mucho más largos que las brácteas, lineal-lanceoladas. Cáliz glabro. Florece desde finales de primavera y en verano.

## Distribución y hábitat
En Austria, República Checa, Francia, Alemania, Suiza, Italia, antigua Yugoslavia, Polonia y Rumanía. En lugares abiertos secos, rocas y gleras.